# Liste der denkmalgeschützten Objekte in Peruc
Grundlage dieser Liste der denkmalgeschützten Objekte in Peruc ist die ÚSKP-Liste (Ústřední seznam kulturních památek České republiky, deutsch Zentrale Liste der Kulturdenkmäler der Tschechischen Republik), die von der tschechischen Denkmalschutzbehörde NPÚ (Národní památkový ústav, deutsch Nationale Denkmalbehörde) seit 1987 geführt wird und an die seit dem Jahr 1850 geschaffenen Listen anschließt.

## Denkmalgeschützte Objekte in Peruc nach Ortsteilen

### Peruc(Perutz)
| Lage                                      | Objekt                                                               | Beschreibung | ÚSKP-Nr.                  | Bild                                                                 |
| ----------------------------------------- | -------------------------------------------------------------------- | --- | ------------------------- | -------------------------------------------------------------------- |
| Peruc, vor dem Einkaufszentrum (Standort) | Marterl (Boží muka)                                                  | Rest eines Marterls, grob bearbeiteter Stein, am unteren und oberen Ende leicht verbreitert und mit pyramidalem Abschluss, ursprünglich gab es oben ein Metallkreuz, das seit Ende der 1960er Jahre fehlt. | 43622/5-1309 Info Katalog | Marterl (Boží muka)                                                  |
| Peruc, náměstí Emila Filly 19 (Standort)  | Gasthaus (Hospoda)                                                   | Gasthaus – nur Erdgeschoss im Empirestil mit Walmdach aus der Zeit um 1840. Die Fassade ist durch Pilaster mit ionischen Kapitellen gegliedert, Eingangsbereich mit dreieckigen Tympanon und Lisenen. Das Gesims ist durch Triglyphen und Metopen unterteilt, mit Darstellungen des Posthorns. | 43126/5-1310 Info Katalog | Gasthaus (Hospoda)                                                   |
| Peruc, náměstí Emila Filly (Standort)     | Kriegerdenkmal Erster Weltkrieg (Pomník padlých první světové války) | Denkmal für die Gefallenen des Ersten Weltkriegs. Expressives Denkmal im späten Sezessionsstil in Form einer viereckigen Pyramide mit niedrigem Obelisk. Auf dem Sims ein Schriftzug im Geiste des Art déco „Unsere gefallenen Helden im Weltkrieg 1914-18“ mit der Signatur E. Kodet 1922. | 43072/5-4531 Info Katalog | Kriegerdenkmal Erster Weltkrieg (Pomník padlých první světové války) |
| Peruc (Standort)                          | Kostel svatého Petra a Pavla                                         | Kirche St. Peter und Paul. Kirche mit bewegter Fassade und Turm, begonnen 1694 von Antonio della Porta (um 1631–1702) und vollendet in den Jahren 1722–1725 von Pietro Paolo Columbani (um 1682–1743). Einschiffiger Kirchenraum mit rechteckigem Chor. Das Ledebur-Wappen in der Kartusche auf dem Sims. Eine Ädikula mit Statuen geht in den Turm über. | 42641/5-1308 Info Katalog | weitere Bilder                                                       |
| Peruc, südlich von der Kirche (Standort)  | Statue des hl. Johannes von Nepomuk (Socha svatého Jana Nepomuckého) | Statue des hl. Johannes von Nepomuk. Zweifacher Sockel auf einfachem Blockfundament, darauf ein Relief mit Jahr MDCCCLVII (1857), auf der Rückseite Signatur: Platzer. Darauf die Figur eines Heiligen in kanonischem Gewand, er hält einen vergoldeten Palmzweig. Die Statue befindet sich jetzt in der Kirche. | 42838/5-1311 Info Katalog | weitere Bilder                                                       |
| Peruc, náměstí Emila Filly (Standort)     | Glockenturm-Gabel (Zvonička-vidlák)                                  | Glockenturm-Gabel. Glockenturm aus einem gegabelten Stamm aus dem frühen 19. Jahrhundert, heute auf einer Betonsäule montiert, bedeckt von einem kupfernen Zeltdach, das von einem lateinischen Kreuz mit kleeblattförmigen Enden bekrönt wird. | 42835/5-4532 Info Katalog | Glockenturm-Gabel (Zvonička-vidlák)                                  |
| Peruc, náměstí Emila Filly 1 (Standort)   | Schloss Peruc                                                        | Barockschloss Perutz. An der Stelle der ursprünglichen Feste wurde in der ersten Hälfte des 18. Jahrhunderts von A. della Porta und P. P. Columbani ein Schloss errichtet, das 1765–1770 von Ignaz Franz Platzer (1717–1787) umgebaut wurde. Zum Areal gehört ein Schlosspark mit Sphinxstatuen u. a. sowie die neugotische Božena-Quelle. Der Maler Emil Filla (1882–1953) lebte hier Mitte des 20. Jahrhunderts. Einzeldenkmale sind: Schloss, Umfassungsmauer mit Tor I., II. und III. sowie Osttor, Stützmauer I., II. und III., Brücke sowie die Skulpturen Sphinx I. und II. | 42466/5-1307 Info Katalog | weitere Bilder                                                       |
| Peruc, Oldřichova 49 (Standort)           | Rathaus                                                              | Rathaus im Neorenaissance-Stil von 1887, mit einer reich verzierten Sgraffito-Fassade. Das Erdgeschoss ist mit Fensterüberdachungen versehen, im ersten Stock sind Pilaster angeordnet. | 101366 Info Katalog       | Rathaus                                                              |

### Černochov (Czernochow)
| Lage                 | Objekt                                 | Beschreibung | ÚSKP-Nr.                  | Bild           |
| -------------------- | -------------------------------------- | --- | ------------------------- | -------------- |
| Černochov (Standort) | Wenzelskirche (Kostel svatého Václava) | Kirche des hl. Wenzel. Das Gebäude besteht aus dem gotischen Presbyterium und dem barock umgebauten Kirchenschiff und Turm. Die Kirche und der ehemaligen Friedhof sind von einer Mauer umgeben. Der Chor der Kirche mit sechs Stützpfeilern hat ein gotisches Frontfenster mit einem reichhaltigen Maßwerk. Das Kirchenschiff ist innen elliptisch und mit einer flachen Kuppel versehen. | 43344/5-1113 Info Katalog | weitere Bilder |

### Hřivčice (Pflanzendorf)
| Lage                                  | Objekt               | Beschreibung | ÚSKP-Nr.                  | Bild                 |
| ------------------------------------- | -------------------- | --- | ------------------------- | -------------------- |
| Hřivčice, vor Haus Nr. 121 (Standort) | Meilenstein (Milník) | Meilenstein, etwa 1,2 m hoch, aus Sandstein, grob unregelmäßig behauen und stark verwittert. Aus dem Jahr 1680, angeblich vom europäischen Handelsweg „Via Regia“. | 42905/5-1141 Info Katalog | Meilenstein (Milník) |
| Hřivčice (Standort)                   | Kapelle              | Kapelle auf quadratischem Grundriss mit abgeschrägten Ecken, erbaut aus gebrochenem Mergel, verputzt. Das pyramidenförmige Ziegeldach endet in einem Backstein-Glockenturm in barocker Form mit Voluten, der von einem Kreuz bekrönt wird. Im Innern ein Kreuzgewölbe. | 42397/5-1140 Info Katalog | weitere Bilder       |

### Pátek (Patek)
| Lage                             | Objekt                                                              | Beschreibung | ÚSKP-Nr.                  | Bild                                                                |
| -------------------------------- | ------------------------------------------------------------------- | --- | ------------------------- | ------------------------------------------------------------------- |
| Pátek, im Ortszentrum (Standort) | Säule mit Nepomuk-Statue (Sloup se sochou svatého Jana Nepomuckého) | Säule mit Statue des hl. Johannes von Nepomuk – glatte Säule mit korinthischem Kapitell auf quadratischem Stylobat und Sockel, darauf ein leicht gebogener Heiliger in einem kanonischen Gewand mit einem Kruzifix in der Hand und einem Birett auf dem Kopf.             | 42693/5-1303 Info Katalog | Säule mit Nepomuk-Statue (Sloup se sochou svatého Jana Nepomuckého) |
| Pátek 1 (Standort)               | Schloss Pátek                                                       | Schloss Patek, urspr. eine Feste. Zentralbau eines zweistöckigen Schlosses im Innenhof, mit Dachpavillon bzw. turmförmigem Dachgeschoss, vom Dorf aus über eine barocke Zufahrt erreichbar, auf der anderen Seite befinden sich Mäander und Wehr des Flusses Eger (Ohře). | 43481/5-1300 Info Katalog | weitere Bilder                                                      |
| Pátek 53 (Standort)              | Wassermühle (Vodní mlýn)                                            | Wassermühle aus dem 16. Jahrhundert, mit einem Fundament aus der Renaissance von 1567. Das Hauptgebäude (nach Bränden wiederaufgebaut) hat die ursprünglichen gewölbten Giebel sowie Reste von Sgraffito im Inneren.                                                      | 43222/5-1302 Info Katalog | Wassermühle (Vodní mlýn)                                            |
| Pátek 35 (Standort)              | Feste (Tvrz)                                                        | Feste – ein kleines zweistöckiges Gebäude. Im Innenhof befindet sich eine unverputzte Steintreppe, die mit einem großen Bogen gewölbt ist. Im Erdgeschoss befindet sich ein Kreuzgewölbe.                                                                                 | 43670/5-1304 Info Katalog | Feste (Tvrz)                                                        |

### Radonice nad Ohří (Radonitz an der Eger)
| Lage                                         | Objekt                                              | Beschreibung | ÚSKP-Nr.                  | Bild                                             |
| -------------------------------------------- | --------------------------------------------------- | --- | ------------------------- | ------------------------------------------------ |
| Radonice nad Ohří (Standort)                 | Heilig-Kreuz-Kirche (Kostel Povýšení svatého Kříže) | Kirche der Erhöhung des Heiligen Kreuzes, im historischen Zentrum des Ortes, errichtet in den Jahren 1905–1907 nach dem Entwurf des Launer Baumeisters František David.                                                                                             | 106231 Info Katalog       | weitere Bilder                                   |
| Radonice nad Ohří, bei der Kirche (Standort) | Statue des hl. Leonhard (Socha svatého Linharta)    | Barockstatue des hl. Leonhard aus der Zeit um 1720. Der Heilige steht auf einem erhöhten Sockel, darauf eine Kartusche mit einem Relief, das die Festung, davor drei Nutztiere. Leonhard trägt ein langes, gekräuseltes Gewand und eine Bischofsmitra auf dem Kopf. | 42415/5-1306 Info Katalog | Statue des hl. Leonhard (Socha svatého Linharta) |
| Radonice nad Ohří 1 (Standort)               | Pfarrhaus                                           | Pfarrhaus. Das spätbarocke Ensemble von 1782 besteht aus Pfarrhaus, Getreidespeicher, Tor und Stallungen. Das Pfarrhaus ist mehrstöckig mit einem Mansarddach. Der Dichter Boleslav Jablonský (1813–1881) war hier Kaplan.                                          | 43628/5-1305 Info Katalog | Pfarrhaus                                        |

### Telce (Teletz)
| Lage             | Objekt                                   | Beschreibung | ÚSKP-Nr.                  | Bild           |
| ---------------- | ---------------------------------------- | --- | ------------------------- | -------------- |
| Telce (Standort) | Nikolauskirche (Kostel svatého Mikuláše) | Kirche des hl. Nikolaus. Die Kirche hat einen gotischen Kern, sein heutiges Aussehen resultiert aus dem spätbarocken Umbau von 1779–1786. Der Komplex besteht aus der Kirche und der Umfassungsmauer, die den Bereich des Friedhofs einfriedet. | 42483/5-1450 Info Katalog | weitere Bilder |